# Gojek
Gojek ou Go-Jek est une entreprise d'e-commerce indonésienne créée en 2009. Gojek est créée initialement pour mettre en relation des livreurs à moto et leurs clients, par la suite elle a évolué en une application généraliste offrant plusieurs services différents.

## Histoire
En mars 2020, Gojek met en place une levée de capital de 1,2 milliard de dollars,. En avril 2020, Gojek acquiert une application indonésienne Moka pour 130 millions de dollars. 